# Metatrichia nigeriana
Metatrichia nigeriana är en tvåvingeart som beskrevs av Kelsey 1984. Metatrichia nigeriana ingår i släktet Metatrichia och familjen fönsterflugor.
Artens utbredningsområde är Nigeria. Inga underarter finns listade i Catalogue of Life.